# Lucia Bosè
Lucia Bosè, född som Lucia Borloni den 28 januari 1931  i Milano, död 23 mars 2020 i Segovia, Spanien, var en italiensk skådespelare.
I Italien blev hon känd som en av de första i en kategori av efterkrigstida kvinnliga filmskådespelare som rekryterades till branschen mer tack vare sitt utseende än skådespelartalang och utbildning. Gemensamt för flera av dem är att de kom till filmen tack vare topplaceringar i skönhetstävlingar, främst Miss Italien som Bosè vann 1947 då hon besegrade bland andra Gina Lollobrigida som kom att bli en av de mest berömda skådespelarna i samma kategori. Den filmroll i Giuseppe De Santis film Bittert ris (1949) som segern förväntades ge Bosè förlorade hon dock hårfint till 1946 års Miss Rom, Silvana Mangano.

## Biografi
Bosè kom från enkla förhållanden. Hennes föräldrar, Domenico Borloni och Francesca Bosè tillhörde båda släkter bestående av huvudsakligen lant- och fabriksarbetare. Hon började förvärvsarbeta redan som 12-åring på ett advokatkontor som budflicka. Några år senare när hon arbetade som expedit på ett konditori i Milano blev hon upptäckt av en kund, filmregissören Luchino Visconti. Genom hans kontakter fick Bosè en plats i tävlingen Miss Italien 1947 som representant för Lombardiet. Visconti föreföll villig att hjälpa Bosè vidare in i filmbranschen men av någon anledning inte genom någon av sina egna filmer. I stället skickades Bosè till en audition hos Giuseppe De Santis som utan större tvekan valde henne till huvudrollen i Bittert ris. En av konkurrenterna var Silvana Mangano som sorterades bort av De Santis på grund av överdrifter i sminkning och klädsel. Av någon anledning ändrade sig De Santis en tid efter auditionen och Mangano fick rollen till stor besvikelse för Bosè.
Efter Manganos succé i Bittert ris blev det emellertid Bosès tur att få en huvudroll av De Santis i hans nästa film Ingen fred under olivträden (1950). Filmen blev en kassasuccé till skillnad från den andra filmen Bosè medverkade i samma år, Michelangelo Antonionis uppmärksammade regidebut En kärlekskrönika. Bosès prestation i den senare, där hon spelar en kvinna ur hemstadens Milanos överklass, var emellertid enligt filmkritikerna väsentligt bättre och man kunde få intrycket att den neorealistiska stilen, särskilt i De Santis starkt politisk-propagandistiska variant, inte riktigt passade henne. Bosè medverkade trots det, åter i rollen som överklasskvinna, i Rom klockan 11 (1952), en film som i övrigt karakteriserades av inspirerade och övertygande prestationer av en rad kvinnliga skådespelare. Hon fick därefter inte fler erbjudanden om roller av De Santis.
Bosès definitiva genombrott som skådespelare kom året efter med huvudrollen i Antonionis Damen utan kamelior (1953), en berättelse om en expedit som blir upptäckt av en filmproducent och får rollen i en film där hennes fysiska företräden är viktigare än skådespeleriet. Filmen handlar alltså egentligen om Lucia Bosès eget liv och en del av hennes karriär som hon då redan lagt bakom sig. Att hon utvecklats mycket som skådespelerska efter debuten 1950 var ett intryck som stärktes av hennes prestation i den spanska regissören Juan Antonio Bardems film En cyklists död (1955), en av de absoluta höjdpunkterna i Bosès karriär. Framgången fortsatte med Francesco Masellis drama Gli sbandati (1955) där hon spelar en av de otaliga arbetarkvinnor som tvingades lämna Milano 1943 för att undkomma bombningar av staden.
Ungefär samtidigt som Bosès karriär nådde sin höjdpunkt gifte hon sig och lämnade filmen för att bli hemmafru. Avbrottet varade i omkring tolv år och hon återkom till filmen 1968 efter skilsmässa. Hon gjorde några mer eller mindre tragiska roller, av vilka en uppmärksammades särskilt av filmkritikerna, nämligen rollen i Nelo Risis historiska drama La colonna infame (1973) där Bosè spelar hustrun till en man som år 1630 döms för att genom förgöring ha orsakat en pestepidemi. Från mitten av 1970-talet har Bosè uppträtt mycket sparsamt i filmer, Efter ett 10-årigt totaluppehåll återkom hon i Francesco Rosis av kritikerna mycket uppskattade Cronaca di una morte annunciata (1987). Under 2000-talet har hon endast medverkat i småroller i två filmer.

## Privatliv
Lucia Bosè var i åratal förlovad med skådespelaren Walter Chiari. Efter att förhållandet med Chiari avslutats gifte hon sig 1955 med den spanske tjurfäktaren Luis Miguel Dominguin. Äktenskapet slutade i skilsmässa 1967 på grund av Dominguins frekventa otrohet. Paret fick flera barn av vilka sonen Miguel Bosè blev en framgångsrik musiker och sångare, dottern Paola González Bosè blev i likhet med sin mor skådespelare. Lucia Bosè blev ett av offren för Coronaviruspandemin 2019–2021